# تیخونوف ۹۵۶۵
سیارک ۹۵۶۵ (به انگلیسی: 9565 Tikhonov، نامگذاری:1987SU17) نه هزار و پانصد و شصت و پنجمین سیارک کشف شده‌است که در ۱۸ سپتامبر ۱۹۸۷ کشف شد.
قدر مطلق سیارک برابر ۱۶.۲ است.